# Eulasia aurantiaca
Eulasia aurantiaca is een keversoort uit de familie Glaphyridae. De wetenschappelijke naam van de soort is voor het eerst geldig gepubliceerd in 1890 door Reiter.